# Gustav Maršal Petrovský
Gustav Maršal Petrovský (Bački Petrovac, 23 marzo 1862 – Chicago, 15 giugno 1916) è stato uno scrittore e giornalista slovacco.

## Biografia
Nato in una famiglia della minoranza slovacca della Vojvodina. Frequentò le scuole di Novi Sad e di Szarvas, quindi proseguì gli studi al liceo evangelico di Prešov e alla facoltà di medicina di Vienna. Da studente aderì al movimento panslavista e fu membro dell'associazione accademica Tatran, ma per motivi politici non riuscì a completare gli studi. Tuttavia, lavorò a Vienna come medico, dal 1882 al 1890. Per la sua attività fu condannato per cospirazione e nel 1890 fu condannato a sei mesi di detenzione e a una multa per un brindisi in un caffè.
Per evitare la detenzione, emigrò negli Stati Uniti d'America, dove trovò impiego come giornalista. Scrisse anche un libro di testo in tedesco per imparare lo slovacco e un opuscolo di supporto per gli emigrati slovacchi con i primi rudimenti di inglese Mí nó spik engliš!.
La sua prosa si iscrive nella corrente del realismo, al quale unisce alcuni elementi romantici. La maggior parte delle sue opere è ambientata in Vojvodina, altre sono ambientate negli Stati Uniti.
Scrisse nel 1894 un romanzo in due volumi sull'eroe nazionale slovacco Juraj Jánošík e nel 1906 un libro di racconti Spod závejov amerických ("Sotto i nevai americani").

## Opere
- Z parku ("Dal parco")
- Pod hrubou kôrov ("Sotto ruvide cortecce")
- Baronica ("La baronessa")
- Ako sa P...i divadlo hralo ("Come P...i recitò in teatro")
- Bratranec ("Il cugino")
- Kaplán ("Il cappellano")
- V cudzine ("All'estero")
- Stratená varta ("Alla fine del mondo")
- Ty moje serce… ("Tu, cuore mio")
- Rýchlikom ("Con il rapido")
- Doma ("A casa")
- Podvod ("L'imbroglio")
- Z dediny ("Dal villaggio")
- Tri dni z denníka ("Tre giorni dal diario")
- Fi donc!
- Tak sa časy menia… ("Così cambiano i tempi...")
- Ako Mišo Záhoran prestal piť ("Come Mišo Záhoran ha smesso di bere")
- Pozde. Poviedočka zo života amerických Slovákov ("Dopo. Raccontino sulla vita degli slovacchi d'America")
- Pán Tlčhuba v nesnádzach ("Il signor Tlčhuba nelle avversità")
- Okradnutí zlodeji ("Ladri derubati")
- Prestál próby ("Finì gli esami")
- Samaritán ("Il samaritano")
- Papagáj ("Il pappagallo")
- "Kto mečom bojuje, mečom zahynie!" ("Chi di spada ferisce, di spada perisce!")
- Späť ("Indietro")
- Ochranca komárov ("Difesa dalle zanzare")
- "Mí nó spik engliš!"
- Obete čiernych diamantov ("Il sacrificio dei diamanti neri")
- Jánošík, kapitán horských chlapcov ("Jánošík, capitano dei ragazzi della montagna", in due volumi)